# René-Léon Borel de Brétizel
Pour les articles homonymes, voir Famille Borel de Brétizel et Borel.
René-Léon Borel de Brétizel, né le 15 mai 1805 à Beauvais et mort le 13 juin 1866 à Paris, est un général français.

## Biographie
René-Léon Borel de Brétizel est le fils de Durand Borel de Brétizel et de Charlotte de Catheu.
Admis à l'École militaire de Saint-Cyr en 1822, il en sort sous-lieutenant en 1825 et intègre l'École d'application du Corps royal d'état-major l'année suivante.
Passé lieutenant aide-major au 1er régiment d'Infanterie de la Garde royale en 1829, il devient l'aide de camp du général Poret de Morvan en 1830. Il sert en Algérie et participe à la prise d'Alger en 1830. Il est promu capitaine au corps d’état-major en 1832, est nommé aide de camp du général Perrégaux et assiste au siège de Constantine en 1837.
En 1838, il est nommé officier d'ordonnance du duc de Nemours. Il est promu chef d'escadron en 1842, puis lieutenant-colonel et aide de camp du duc de Nemours en 1846.
Après la Révolution française de 1848, Brétizel est mis à na disponibilité du général de Lamoricière, puis du général gouverneur de l'Algérie, et est nommé sous-chef d'État-major de l'Armée d'Afrique en juillet 1849. Il est promu colonel en 1849 et commandant supérieur de la Division d'Orléansville en 1851.
Chef d'État-major de la 7e Division militaire en 1854 en Crimée, il participe au siège de Sébastopol.
Il sert également en Italie, obtient le grade de général de brigade et les fonctions de chef d'État-major général du 1er Corps de l'Armée d'Orient en 1855.
Il est successivement nommé commandant de la Subdivision de la Manche en 1856, de la Subdivision d'Oran en 1858, puis de la Subdivision de la Somme en 1860.
Marié à Marie de Cacqueray de Saint-Quentin, il est le père de l'amiral Louis Borel de Brétizel et le grand-père du colonel Louis de Guillebon.

## Distinctions
- Commandeur de la Légion d'honneur
- Commandeur de l'Ordre d'Isabelle la Catholique
- Commandeur de l'Ordre de Saint-Stanislas de Russie
- Commandeur de l'Ordre du Médjidié
- Officier de l'Ordre de Léopold
- Chevalier Compagnon de l'Ordre du Bain
- Médaille de Crimée
- Médaille de la valeur militaire de Sardaigne